# Michał Żebrowski
Michał Jan Żebrowski (sinh ngày 17 tháng 6 năm 1972) là một diễn viên và ca sĩ người Ba Lan.

## Phim tiêu biểu
| Năm  | Tựa đề tiếng Anh                        | Tựa đề gốc                            | Vai diễn                      | Ghi chú |
| ---- | --------------------------------------- | ------------------------------------- | ----------------------------- | --- |
| 1993 |                                         | Samowolka                             | Pawlik                        | |
| 1994 | Room for Rent                           | Wynajmę pokój                         |                               | |
| 1996 |                                         | Poznań 56                             |                               | |
| 1997 |                                         | Sława i chwała (series)               | Janusz Myszyński              | |
| 1999 | Tadeusz: The Last Foray in Lithuania    | Pan Tadeusz                           | Tadeusz Soplica               | |
| 1999 | With Fire and Sword                     | Ogniem i Mieczem                      | Jan Skrzetuski                | |
| 2001 | The Hexer                               | Wiedźmin                              |                               | |
| 2002 | The Pianist                             | Pianista                              | Jurek                         | |
| 2002 |                                         | Kasia i Tomek (series)                |                               | |
| 2003 | An Ancient Tale: When the Sun Was a God | Stara baśń - kiedy słońce było bogiem | Ziemek                        | |
| 2003 |                                         | Sloow                                 |                               | |
| 2003 | Sinbad: Legend of the Seven Seas        | Sindbad: Legenda siedmiu mórz         | Sindbad                       | lồng tiếng trong phiên bản Ba Lan                                                                                       |
| 2004 | The Welts                               | Pręgi                                 | Wojciech Winkler              | Giải thưởng Złota Kaczka ở hạng mục Nam diễn viên xuất sắc nhất Giải thưởng Września ở hạng mục Nam chính xuất sắc nhất |
| 2005 |                                         | Kochankowie roku tygrysa              | Wolski                        | |
| 2005 |                                         | Bitwa o Warszawę - Powstanie w 44.    |                               | |
| 2005 | Who Never Lived                         | Kto nigdy nie żył...                  | Cha Jan                       | |
| 2007 | 1612                                    |                                       | Kybowsky                      | |
| 2009 | Janosik. Prawdziwa historia             | Janosik. Prawdziwa historia           | Turjag Huncaga                | |
| 2010 | In the Style of Jazz                    | ...в стиле JAZZ                       | Sergei Saveliev               | |
| 2013 | Tajemnica Westerplatte                  |                                       | Henryk Sucharski              | |
| 2016 | Doctor Strange                          |                                       | Doctor Steven Vincent Strange | lồng tiếng trong phiên bản Ba Lan                                                                                       |
| 2017 | All or Nothing                          | Všechno nebo nic                      | Jakub                         | |

## Đĩa hát

### Album phòng thu
| Zakochany Pan Tadeusz                                                         | - Phát hành: 1999 - Hãng đĩa: BMG Poland - Định dạng: CD                      | 24 | - POL: 50,000+ | - POL: Bạch kim |
| Lubię, kiedy kobieta                                                          | - Phát hành: 2001 - Hãng đĩa: Zic Zac/BMG Poland - Định dạng: CD              | 4  |                |                 |
| Poczytaj mi tato                                                              | - Phát hành: 2003 - Hãng đĩa: Zic Zac/BMG Poland - Định dạng: CD              | 26 |                |                 |
| Poczytaj mi tato 2                                                            | - Phát hành: 2002 - Hãng đĩa: Zic Zac/BMG Poland - Định dạng: CD              | 26 |                |                 |
| Poczytaj mi tato 3                                                            | - Phát hành: 2003 - Hãng đĩa: Zic Zac/BMG Poland - Định dạng: CD              | 20 |                |                 |
| Mały Książę                                                                   | - Phát hành: 2009 - Hãng đĩa: Sony Music Entertainment Poland - Định dạng: CD | 1  |                |                 |
| Hans Christian Andersen Baśnie                                                | - Phát hành: 2009 - Hãng đĩa: Sony Music Entertainment Poland - Định dạng: CD | 32 | - POL: 10,000+ | - POL: Bạch kim |
| "–": Bài hát không có bảng xếp hạng hoặc không được phát hành trong lãnh thổ. |                                                                               |    |                |                 |

### Khác
| Tựa đề                | Chi tiết về album                                         |
| --------------------- | --------------------------------------------------------- |
| Kolacja Przy Świecach | - Phát hành: 2002 - Hãng đĩa: Good Summer - Định dạng: CD |

### Video âm nhạc
| Tựa đề                              | Năm  | Album                |
| ----------------------------------- | ---- | -------------------- |
| "Upojenie" with Anna Maria Jopek    | 2002 | Lubię, kiedy kobieta |
| "Wspomnienie" cùng Anna Maria Jopek | 2002 | Lubię, kiedy kobieta |
| "Niepewność" cùng Kasia Stankiewicz | 2002 | Lubię, kiedy kobieta |